# Зимбардо, Роуз
Роуз Абдельнур Зимбардо (урождённая Роуз Э. Абдельнур; 29 мая 1932 — 25 октября 2015) — американский профессор английской литературы. Занималась такими темами, как Шекспир, драматургия эпохи Реставрации и произведения Дж. Р. Р. Толкина. Она была первопроходцем в академическом изучении творчества Толкина и в соавторстве с другим исследователем творчества Толкина Нилом Айзексом выпустила три сборника: «Толкин и критики» (University of Notre Dame Press, 1968); «Толкин: новые критические взгляды» (University Press of Kentucky, 1981); «Понимание «Властелина колец»: лучшее из критики Толкина» (Houghton Mifflin, 2004). 
Зимбардо начала свою карьеру в 1960 году в Городском колледже Нью-Йорка. Позже она перешла в Университет штата Нью-Йорк в Стоуни-Брук. В Стоуни-Брук в 1991 году она получила звание почётного профессора. После ухода на пенсию из Стоуни-Брук она заняла должность адъюнкта в Университете Сан-Франциско.

## Личная жизнь
Родилась в Бруклине, штат Нью-Йорк, в семье Альберта и Анджелы Абдельнур. В 1956 году она окончила Бруклинский колледж, затем получила степень магистра в Йельском университете в 1957 году и докторскую степень, также в Йельском университете, в 1960 году. В 1957 году она вышла замуж за своего однокурсника по Йельскому университету Филипа Зимбардо. В 1962 году у них родился сын,  а в 1971 году они развелись. В 1974 году она вышла замуж за своего коллегу из Стоуни-Брук Мартина Стивенса; они оставались в браке до его смерти в 2001 году. Она умерла 25 октября 2015 года.

## Избранные произведения
- Драма Уайчерли: звено в развитии английской сатиры (Издательство Йельского университета, 1965)
- Критические отзывы о «Потерянном рае» Джона Мильтона (Simon & Schuster, 1966)
- «Толкин и критики», в соавторстве с Нилом Д. Айзексом (University of Notre Dame Press, 1968)
- «Интерпретации «Майора Барбары» в XX веке: сборник критических эссе» (Prentice Hall, 1970)
- «Толкин: новые критические взгляды», в соавторстве с Нилом Д. Айзексом (University Press of Kentucky, 1981)
- «По всей учебной программе: мышление, чтение, письмо», с Мартином Стивенсом (Longman, 1985)
- «Зеркало природы: преобразования в драме и эстетике, 1660-1732» (University Press of Kentucky, 1986)
- «В нулевой точке: дискурс, культура и сатира в Англии эпохи Реставрации» (University Press of Kentucky, 1998)
- «Понимание «Властелина колец»: лучшие критические работы о Толкине», в соавторстве с Нилом Д. Айзексом (Houghton Mifflin, 2004)
- Концептуальный замысел комедий Шекспира: анализ комической формы (Edwin Mellen Press, 2011)